# Sony Ericsson Z750i
Sony Ericsson Z750i為Sony Ericsson於2007年10月推出的3.5G手機，內建200萬畫素相機。

## 特色
本機種為Sony EricssonZ系列第一支支援 HSDPA 高速傳輸的手機，而外觀與Z610i相差不遠。但是與Z610i最大的不同，就是螢幕從 2吋、176×220 升級至 2.2、240×320。並內建GPS晶片，可直接查詢Google Maps地圖。

## 相關功能列表
- 支援HSDPA網路
- 內建200萬畫素相機、VGA視訊相機
- 支援2.5倍數位變焦、相片部落格
- 支援MP3、AAC、AAC+、eAAC+音樂播放
- 支援TrackID歌曲搜尋服務
- 內建Video DJ、Play Now程式
- 支援藍牙A2DP
- 支援飛航模式、背景播放功能
- 內建RDS FM收音機
- 內建RSS Feed新聞閱讀器
- 內建GPS晶片
- 內建32 MB記憶體
- 支援SMS、EMS、MMS
- 支援USB傳輸，PC Sync同步編輯